# Kaninmannen
Kaninmannen är en svensk dramafilm från 1990, skriven och regisserad av Stig Larsson. I filmen medverkar bland annat Leif Andrée, Börje Ahlstedt, Stina Ekblad, Krister Henriksson och Johan Rabaeus. Den hade biopremiär den 28 september 1990. Senare visades den på TV och 2008 släpptes den på DVD.

## Handling
Bengt Nääs (Börje Ahlstedt) är kriminalreporter på TV-kanalen TV9 och arbetar med en reportageserie om våldtäkter på småflickor när han får se en fantombild av den misstänkte förövaren. En bild som är väldigt lik hans son Hans (Leif Andrée).
Hans har precis fått sitt första barn tillsammans med Lollo (Stina Ekblad) men allt är inte frid och fröjd för det. Hans blir ständigt mobbad av sina elever på skolan där han arbetar som gymnastiklärare. Under tiden börjar det komma fram vem som är gärningsmannen. En sanning Bengt och många andra ej vill inse.

## Produktion
Ett manus till Kaninmannen var färdigskrivet 1978, men filmen fick inget stöd i garantifonden eftersom den påstods spekulera i pornografi och våld. Istället lades projektet på is i över tio år. För att inte hamna i trubbel igen skrev Larsson ett nytt manus.
Börje Ahlstedt bröt lårbenshalsen inför inspelningen och bar kryckor under hela inspelningen, något som tvingade Larsson att justera manuset ytterligare. Inspelningen pågick under hösten 1989.
Ursprungligen var det tänkt att TV-stationen där rollpersonen Bengt arbetar skulle heta TV4, men det ändrades till TV9 eftersom TV4 i Sverige började sända 1990.

## Utmärkelser
- 1991 vann filmen en Guldbagge för bästa manliga huvudroll (Börje Ahlstedt)

## Mottagande
De svenska kritikerna var generellt positiva till filmen efter premiären. Bland åsikterna framfördes att det var ett framsteg från Stig Larssons debutfilm Ängel. Även att det var angelägna ämnen som sensationsjournalistik, trakasseri, förnedring, skuld, kontaktlöshet och rätten till försoning. Många upplevde den som för långsam emellanåt.